# Boerenovertrek
Een boerenovertrek (Vlaams: 'Nen boer overhalen) is een feest per huifkar waarbij een willekeurig stel door vrienden en familie wordt verrast om te vieren dat zij gaan samenwonen of verhuizen en wordt hoofdzakelijk in Noord-Brabant gevierd. Het fenomeen is voortgekomen uit een eeuwenoude, feestelijke en folkloristische traditie, die in een groot deel van het zuiden van de Nederlanden voorkwam, oorspronkelijk dienst deed als een boerenverhuizing en gebaseerd is op de gelijknamige Noord-Brabantse variant. Deze traditie moet niet verward worden met een boerenbruiloft.

## Etymologie
In Noord-Brabant is het woord overtrek synoniem voor verhuizing.

## Geschiedenis

### Boerenverhuizing als kroegentocht
In het katholieke zuiden werden boerenverhuizingen met de nodige feestelijkheden gevierd. De Noord-Brabantse boerenovertrek had in grote lijnen dan ook veel overeenkomsten met zowel de Limburgse als de Vlaamse boerenverhuizingen. Zo was het ten zuiden van de grote rivieren gebruikelijk om door middel van burenhulp de nodige wagens en karren op te trommelen die in het vervolg benodigd waren voor het vervoeren van de betreffende inboedel, huisraad en het nodige boerengerief naar de nieuwe woning. Tijdens de tocht werden herbergen en taveernes aangedaan om zo de gene die betrokken waren bij de verhuizing te voorzien van drank en voeding, welke vervolgens geheel op de kosten van de verhuizende werden verhaald.

### Traditionele (Brabantse) gebruiken
Dit kroegentocht principe was eveneens van kracht bij een Noord-Brabantse boerenovertrek. Bij gebrek aan kroegen en herbergen kwam het regelmatig voor om een langere route te nemen om zo meer horecagelegenheden aan te doen. Ook was het een gewoonte dat de verhuizers een maaltijd verzorgde na het beladen van de karren in het oude huis of na het lossen van de karren in de nieuwe woning. Dit ging vaak gepaard met veel suiker over zowel de gerechten als in de drank, zo was het gebruikelijk om brandewijn met suiker of gesuikerd bier te drinken. Een traditionele boerenovertrek kent meerdere kenmerkende afwijkingen ten opzichte van die van de overige zuiderlingen. Zodra een stel, vaak een boer met zijn gezin, ging samenwonen of verhuizen naar een nieuwe buurtschap of woonplaats, werd zowel de nieuwe als de oude buurt verantwoordelijk gehouden voor de verhuizing. Dit monde nog wel eens uit in ludieke teksten als: Je hoeft ze niet te komen halen, we brengen ze wel. De kar waar het stel of gezin in zat, wat traditioneel gezien een huifkar moest zijn, werd rijkelijk versierd met papieren rozen en slingers, reed voorop in de stoet en werd ook wel de schoonkar genoemd, wat letterlijk mooie wagen betekend. Aangezien burenhulp hoog in het vaandel stond, werd tussen de beide buurtschappen goed overleg gepleegd wie welke verantwoordelijk droeg bij deze folkloristische traditie. Het was eveneens gebruikelijk om als nieuwe buurt een rijkelijk versierde kroon te schenken aan de verhuizers om ze zo welkom te heten in de nieuwe wijk. Deze kroon werd vervolgens vooraan in de huif van het verhuizende stel opgehangen. Zodra iemand, meestal bewoners van de oude buurt, deze kroon wist te roven dan werd diegene getrakteerd op een vat bier of jenever om zo de kroon terug te krijgen. Deze kroon kreeg uiteindelijk een prominent plekje in het nieuwe huis totdat zich weer een nieuwe buurtbewoner kwam vestigen.

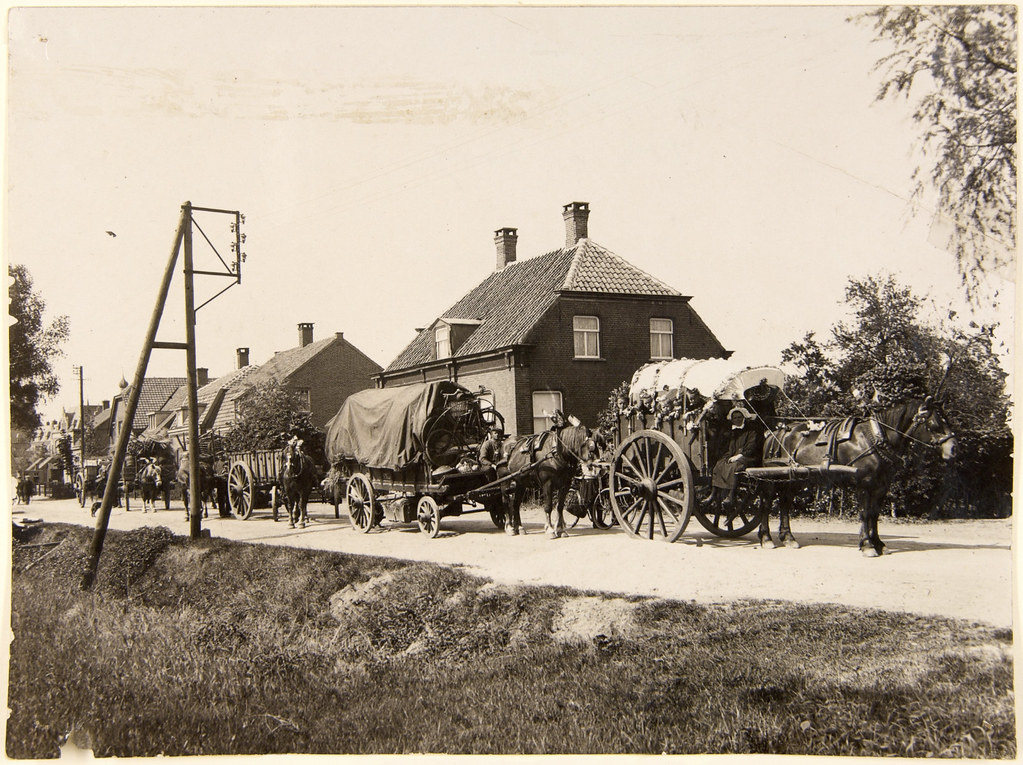
Een stoet aan wagens van een boerenovertrek te Oirschot in 1941, waarvan de versierde en voorop rijdende huifkar (schoonkar) het verhuizende boerengezin betreft.

In de desbetreffende plaats was veel belangstelling voor een boerenovertrek en de lange stoet die dat met zich mee droeg. Vanwege deze belangstelling hees het gezin zich meestal in hun paasbest voordat zij plaatsnamen in de versierde huifkar. Ook werden verschillende ludieke streken uitgehaald om de tocht aantrekkelijk te maken voor toeschouwers. Zo werd tijdens een overtrek afgesproken dat alles mee moest en dat werd nog wel eens letterlijk genomen en was het gebruikelijk om zelfs de laatste dode ratten en muizen nog aan de wagens te binden. Ook werden verhuisliederen gezongen waarbij de helpende buurtgenoten regelmatig werden bijgestaan door een trekharmonica of viool spelende dorpsmuzikant. Een bekend lied die vaak de revue passeerde tijdens een overtrek was Dat gaat naar Den Bosch toe, ook wel bekend als Zoete lieve Gerritje, hierbij werd Den Bosch vervangen voor de plaats van het nieuwe woonhuis. In de teksten van tegenwoordig is de relatie met de verhuisdag verdwenen. Oude varianten van dit volksliedje doelen op de gebruiken van een boerenovertrek:
Wie zal dat betalen, zoete lieve Gerritje,
De boer die wij gaan halen, zoete lieve meid.
Wat zullen wij daar drinken,
Wat zullen wij daar eten.
Brandewijn met suiker,
Rijstepap met suiker.
Een ander bekend verhuislied is Naar Oostland willen wij varen. Dit lied werd vooral gezongen tijden het Overhalen van knechten en meiden, een vrijwel identieke Kempense traditie voor het boerenpersoneel dat daadwerkelijk kwam inwonen bij de boer, die wederom verantwoordelijk was voor de kosten, en werd gevierd tijdens het Sint Jansfeest. In dit verhuislied werd Oostland vervangen voor Rozeland:
Naar Rozeland zullen wij varen,
Naar Rozeland zullen wij gaan.
Daar gaf zij ons te drinken;
Wij dronken den wijn uit schalen,
Het bierken uit een glas,
Daar moesten wij al betalen,
Wat daar gedronken was.

### Aanloop naar modernisering
De oorspronkelijk boerenovertrek kwam mede door de inluiding van de industriële revolutie vanaf de jaren 40 van de 20e eeuw op een laag pitje te staan. Ook de aannemende welvaart had hierin een grote rol, aangezien daarvoor het overgrote deel van de Noord-Brabantse bevolking nog uit niet bemiddelde keuterboeren bestond, werd de loyale burenhulp destijds aanzienlijk gestimuleerd. Het fenomeen is echter nooit in zijn geheel verdwenen en werd later gemotoriseerd of in combinatie met trekdieren uitgevoerd. In de decennias die daarna volgden lag de nadruk van het fenomeen steeds vaker op de amusementswaarde van de traditie dan op de verhuizing zelf en werd het alsmaar vanzelfsprekender dat de traditie toegepast werd op mensen zonder agrarische onderneming. Men sprak in dat geval simpelweg van een overtrek. Desondanks is de verbinding met de boer gebleven, aangezien zij vaak de beschikking hadden over de nodige wagens. Steeds vaker begonnen plaatselijke schuttersgilden en carnavalsverenigingen boerenovertrekken te organiseren in plaats van de bewoners van de nieuwe wijk of buurtschap. Tevens werd de boerenovertrek als inspiratie gebruikt voor de Brabantsedag te Heeze en was daarnaast het thema voor de eerste editie van het evenement in 1958. Ook ontstond in Noord-Brabant de traditie om een nieuwe burgemeester te verwelkomen in zijn of haar nieuwe burgemeesterswoning met een boerenovertrek op traditionele wijze, met oorspronkelijke klederdracht en werd de inboedel destijds vervangen voor genodigden.

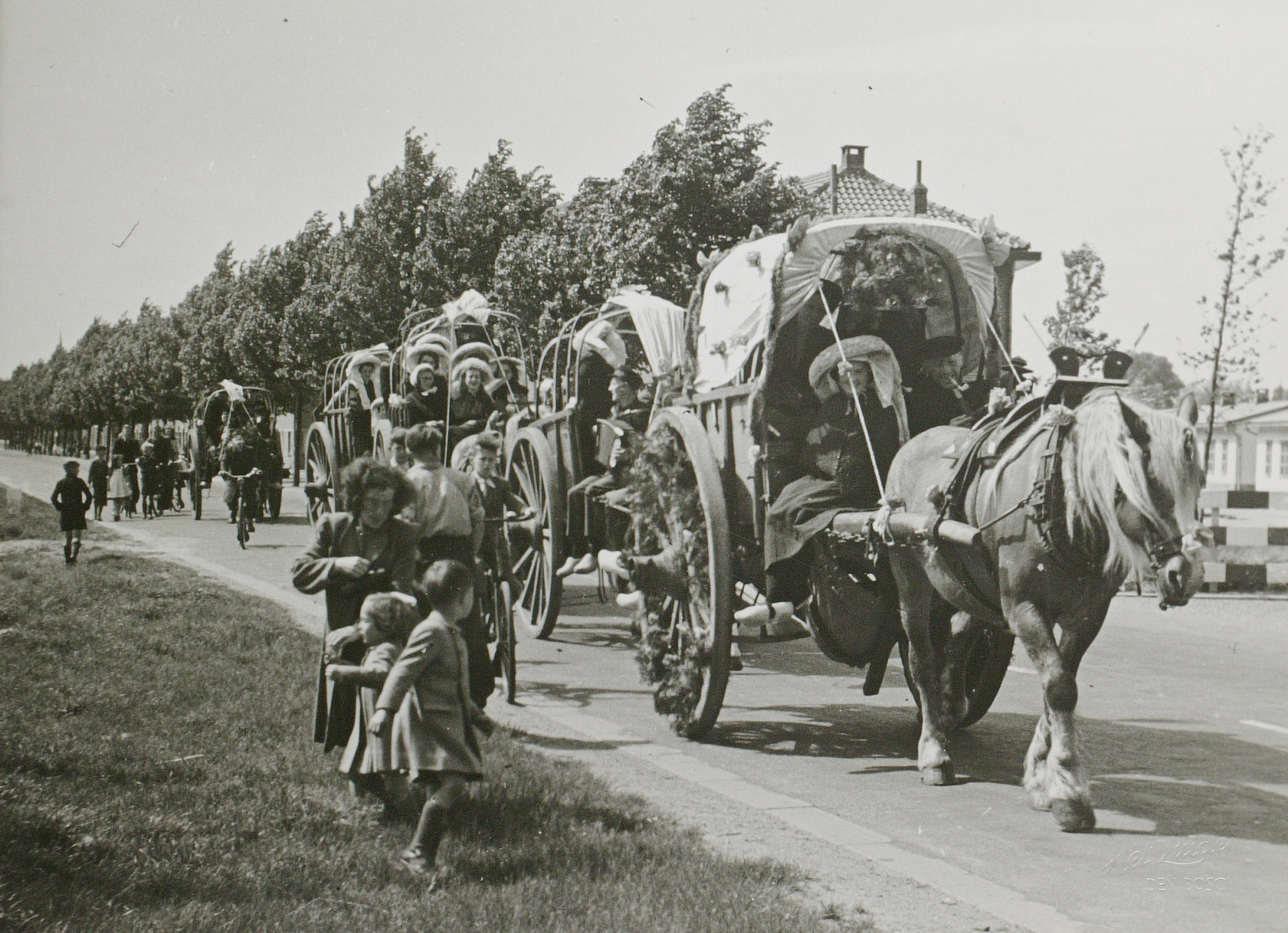
De in 's-Hertogenbosch woonachtige E.M Smits werd twee jaar na zijn benoeming als burgemeester van Den Dungen door haar inwoners symbolisch ingehuldigd middels een boerenovertrek in 1949.

## Moderne boerenovertrek

### Nieuwe gebruiken
Menig deel van deze traditie is rond de eeuwwisseling naar de 21e eeuw enigszins in een nieuw jasje gestoken en kwam voornamelijk in delen van de Brabantse Kempen en de Meierij opnieuw in opkomst en dan voornamelijk rondom de steden Eindhoven, Tilburg en 's-Hertogenbosch. Ook in de rest van Noord-Brabant wordt de traditie langzamerhand weer nieuw leven in geblazen. De moderne boerenovertrek is ten opzichte van vroeger op een aantal zaken gewijzigd. Het is gebruikelijk om een stel dat pas samenwoont te verrassen met hun boerenovertrek. Zo werd de traditionele huifkar vervangen voor een janplezier die van binnen zo ingericht zijn dat er de nodige feestelijkheden kunnen plaatsvinden. De voortstuwing middels trekdieren is ingeruild voor een landbouwvoertuig. Ook is het gebruikelijk dat de huifkar wordt versierd met meerdere spandoeken die voorzien zijn van een leus. In plaats van inboedel te vervoeren wordt de huifkar volgeladen met alcoholische dranken om de vrienden en familie hiervan te voorzien. De organisatoren bepalen in welk tenue het stel de dag moet doorbrengen, terwijl de rest van de aanwezigen zich verkleed in een boerenkiel met een rode zakdoek om de nek, klompen aan de voeten en een klak op het hoofd. Bij vrouwen is het ook mogelijk een poffer te dragen als hoofddeksel. In sommige gevallen worden door de organisatoren spelletjes bedacht die door het stel of door alle aanwezige dient te worden uitgevoerd. Traditiegetrouw begint de route bij het ouderlijk huis of oude woning, om vervolgens meerdere malen te stoppen bij de op de route liggende kroegen en cafés, met als eindbestemming de nieuwe woning. Ook komt het regelmatig voor dat er een geïmproviseerde route wordt gepland. 

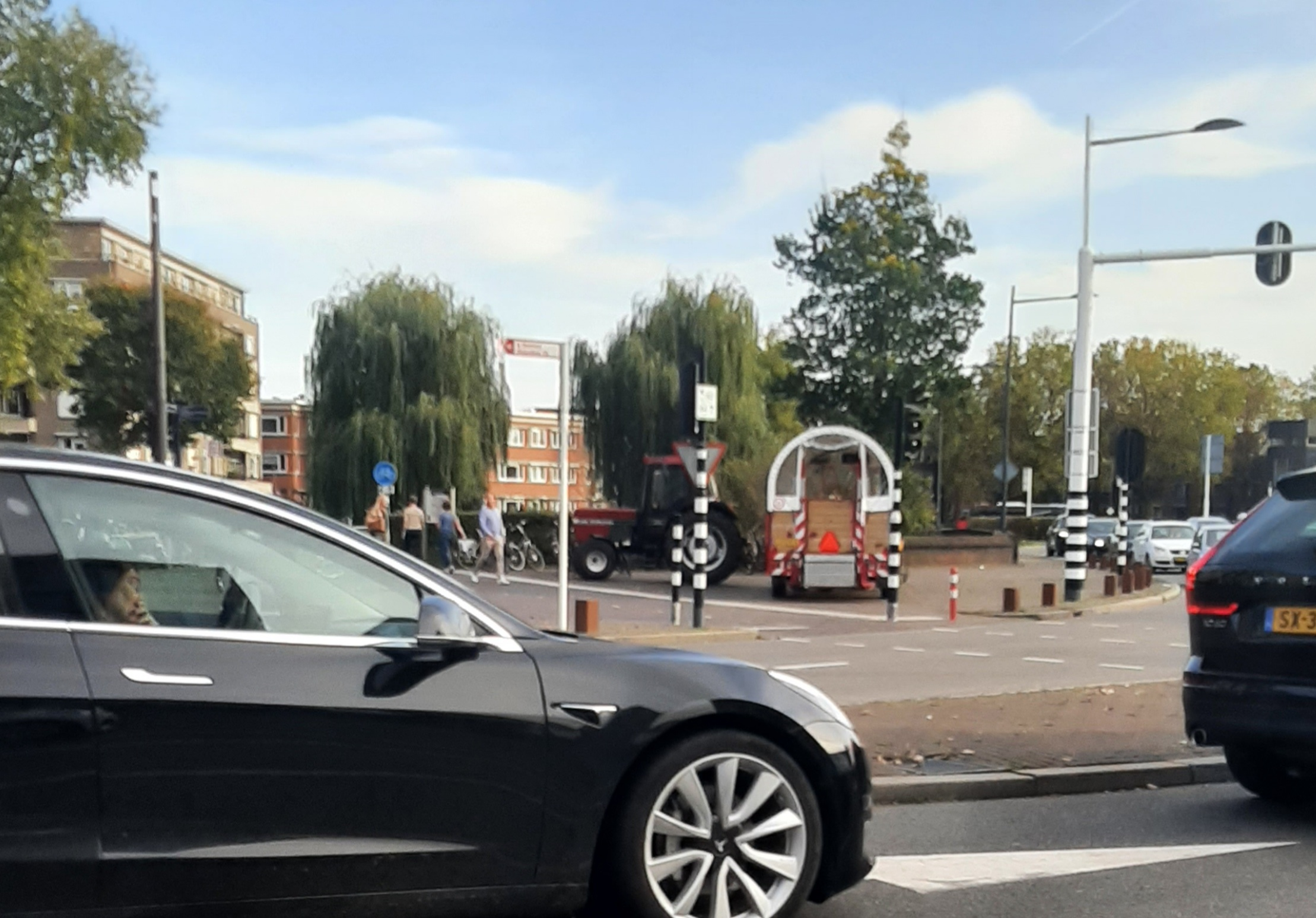
Een geparkeerde janplezier van een moderne boerenovertrek op het Willemsplein in het centrum van 's-Hertogenbosch.

Daar waar in het verleden de verhuizers financieel verantwoordelijk werden gehouden, wordt het samenwonende stel in de moderne variant over het algemeen kostenvrij gehouden. Ook kent de overtrek geen kenmerkende stoet meer. Het gros van de moderne overtrekken bestaan door de uitgebreide capaciteit van de huidige huifkarren over het algemeen nog maar uit één huifkar. Sporadisch worden bij grote groepen meerdere wagens afgehuurd. Daar waar de versierde kroon ooit een toonaangevend 
onderdeel vormde van de overtrek, is deze in de loop der jaren in de vergetelheid geraakt en in zijn geheel verdwenen uit de traditie. Zo nu en dan komt het nog voor dat de organisatie in tegenstellig tot vrienden en familie traditioneel wordt verzorgd door de nieuwe buurtschap al dan niet door de plaatselijke buurtvereniging.

### Aangescherpte veiligheidsvoorschriften en ontheffingen
Volgens het RVV 1990 is het verboden personen te vervoeren in de open of gesloten laadruimte van een motorvoertuig of bromfiets en in of op een aanhangwagen achter een motorvoertuig of bromfiets, waardoor het vervoeren van personen in een huifkar die getrokken wordt door een landbouwvoertuig in eerste instantie eveneens verboden is. Om deze wetgeving te omzeilen dient aan een verhuurder van een boerenovertrek een ontheffing verleent te zijn door gemeente of provincie. 
Door de alsmaar toenemende populariteit van het fenomeen ontstond er onder ondernemers een ware wildgroei als het gaat om het verhuren van de daarvoor benodigde huifkarren. Ook binnen de horecabranche werd de traditie als een gat in de markt beschouwd en werd steeds meer ingespeeld op de behoeftes en gebruiken die verbonden zijn aan een boerenovertrek. Mede door deze ontwikkelingen ontstond er onder zowel gemeentes als de verhuurders zelf sterk de behoefte om de voorschriften voor een ontheffing aanzienlijk te verscherpen. De hoofdzakelijk aanleiding om deze strengere veiligheidsvoorwaardes door te voeren dateren uit 2019, nadat zich op de N395 tussen de plaatsen Diessen en Middelbeers een dodelijk ongeval voordeed. Ook Veilig Verkeer Nederland sprak zich kritisch uit over het fenomeen en dan voornamelijk vanwege de feestelijkheden in combinatie met het overmatig gebruik van alcohol op de openbare weg.